# 아지노모도 스타디움
아지노모도 스타디움(일본어: 味の素スタジアム)은 일본 도쿄도 조후시 니시마치에 위치한 종합 경기시설이다. 육상 경기장으로 건설되었지만, 현재는 주로 구기 경기장으로 사용된다, J리그의 FC 도쿄와 도쿄 베르디의 홈 구장으로 사용 중이며 시설은 도쿄도가 소유하고, 도쿄도와 게이오 전철 주식회사, 미즈호 은행 등의 출자를 받아 주식회사 도쿄 스타디움이 운영 관리를 하고 있다.
아지노모도사와의 명명권 계약으로 2003년 3월 1일부터 호칭을 아지노모도 스타디움(일본어: 味の素スタジアム)으로 하고 있다. 또 아지스타라고 하는 약칭도 사용된다.

## 개요
2001년 3월 10일 조후비행장 부지에서 개장하였다. 개막전은 J1리그 FC 도쿄와 도쿄 베르디의 도쿄 더비였다.
2002년 FIFA 월드컵에서 사우디아라비아 축구 국가대표팀의 연습장으로 사용되었다. 또한 FIFA 월드컵 오피셜 콘서트 개최지로 〈INTERNATIONAL DAY〉, 〈KOREA / JAPAN DAY〉라고 이름을 붙여, 이틀간의 콘서트가 열렸다.
스포츠 이외에도 야외 콘서트나 벼룩시장, 자동차 전시회 등 각종 이벤트 장소로 사용되고 있다. 또한, TV 드라마 · 광고 촬영에도 사용되고 있으며, 특히 ‘가면 라이더’ 시리즈, 〈슈퍼 전대 시리즈〉나 〈파트너〉 등, 도에이가 제작하는 작품에서는 외관 · 스탠드 · 피치 · 운영 제반 객실을 다양한 설정에서 많이 노출되었다.
2011년에는 평일 밤에 시설, 광장 등을 사용하여 활동하는 아지노모도 스타디움 러너스 클럽이 발족했다. 2013년부터는 조후시 시민 역전 대회의 주경기장으로 사용되었다.
2011년 3월 11일에 발생한 동일본 대지진 때에는 도쿄도가 피해자들의 피난 장소로 이 시설을 지정하고 65세대 약 170명의 이재민을 약 3개월간 받아 들였다.

## 기록

### 2017년 EAFF E-1 풋볼 챔피언십 결승대회
| 날짜             | 팀 1                   | 스코어 | 팀 2                   | 라운드 |
| ---------------- | ---------------------- | ------ | ---------------------- | ------ |
| 2016년 11월 6일  | 대한민국               | 2 - 2  | 중화인민공화국         | 1차전  |
| 2016년 11월 6일  | 일본                   | 1 - 0  | 조선민주주의인민공화국 | 1차전  |
| 2016년 11월 12일 | 조선민주주의인민공화국 | 0 - 1  | 대한민국               | 2차전  |
| 2016년 11월 12일 | 일본                   | 2 - 1  | 중화인민공화국         | 2차전  |
| 2016년 11월 16일 | 중화인민공화국         | 1 - 1  | 조선민주주의인민공화국 | 3차전  |
| 2016년 11월 16일 | 일본                   | 1 - 4  | 대한민국               | 3차전  |

### 2020년 하계 올림픽 축구 남자
| 날짜            | 팀 1   | 스코어 | 팀 2              | 라운드 |
| --------------- | ------ | ------ | ----------------- | ------ |
| 2021년 7월 22일 | 멕시코 | 4 - 1  | 프랑스            | A조    |
| 2021년 7월 22일 | 일본   | 1 - 0  | 남아프리카 공화국 | A조    |